# Список демозаписей Metallica
Американская треш/хэви-метал-группа Metallica на протяжении всей своей карьеры записала несколько демо.

## Ron McGovney’s '82 Garage demo
Ron McGovney’s '82 Garage demo — это демозапись, которая официально никогда не выпускалась, но имела хорошее распространение, как в полной, так и в частичной версии. Демо содержит две оригинальные песни — «Hit the Lights» и «Jump in the Fire», вместе с шестью каверами: Один кавер на группу Sweet Savage, один на группу Savage и четыре на Diamond Head. «Hit the Lights» и «Jump in the Fire» были также выпущены на No Life 'til Leather и на дебютном альбоме Metallica Kill 'Em All. Большинство каверов были позже изданы на сборнике Garage Inc.. Демо было записано в гараже Рона МакГовни 14 марта 1982 года.

### Список треков
| №                   | Название                                  | Длительность |
| ------------------- | ----------------------------------------- | ------------ |
| 1.                  | «Hit the Lights»                          | 4:19         |
| 2.                  | «Jump in the Fire»                        | 4:25         |
| 3.                  | «Killing Time» (кавер на Sweet Savage)    | 2:36         |
| 4.                  | «Let It Loose» (кавер на Savage)          | 3:10         |
| 5.                  | «Sucking My Love» (кавер на Diamond Head) | 6:43         |
| 6.                  | «The Prince» (кавер на Diamond Head)      | 5:00         |
| 7.                  | «Am I Evil?» (кавер на Diamond Head)      | 7:43         |
| 8.                  | «Helpless» (кавер на Diamond Head)        | 6:13         |
| Общая длительность: | Общая длительность:                       | 38:11        |

### Персонал
- Джеймс Хэтфилд — вокал, гитара
- Ларс Ульрих — ударные
- Дэйв Мастейн — гитара, бэк-вокал
- Рон Макговни — бас-гитара

## Power Metal demo
Power Metal — демо, записанное в апреле 1982 года. Хотя эта запись также никогда не была официально издана, ей было дано бутлег-имя «Power Metal». Демо было также записано в гараже Рона МакГовни и содержало 4 оригинальных песни.

### Список треков
| №                   | Название                           | Длительность |
| ------------------- | ---------------------------------- | ------------ |
| 1.                  | «Hit the Lights» (Хэтфилд, Ульрих) | 4:18         |
| 2.                  | «Jump in the Fire» (Мастейн)       | 3:55         |
| 3.                  | «The Mechanix» (Мастейн)           | 4:47         |
| 4.                  | «Motorbreath» (Хэтфилд)            | 3:23         |
| Общая длительность: | Общая длительность:                | 16:23        |

### Персонал
- Джеймс Хэтфилд — вокал, ритм-гитара
- Ларс Ульрих — ударные
- Дэйв Мастейн — соло-гитара, бэк-вокал
- Рон Макговни — бас-гитара
- «The Mechanix» позже была переименована в «The Four Horsemen». Мастейн позже увеличил темп оригинальной песни, переименовав в просто «Mechanix», и включил в первый альбом своей группы Megadeth, Killing Is My Business… and Business Is Good!. «The Mechanix» и «Jump in the Fire» были изменены до релиза на Kill 'Em All, что дало Хэтфилду и Ульриху возможность подписаться под композициями Мастейна.

## No Life 'til Leather
No Life 'til Leather — самая известная демозапись Metallica. Все композиции — это ранние версии песен, которые позже были изданы на дебютном альбоме Kill 'Em All. Треклист на Kill 'Em All точно такой же, как на демо, с включениями новых песен «Whiplash», «No Remorse» и «The Four Horsemen» (см. выше) и четырёхминутное соло нового басиста Клиффа Бёртона «(Anesthesia) Pulling Teeth». Название демозаписи взято из первой строчки песни «Hit the Lights».
Демо было дважды неофициально переиздано, в первый раз под названием Metallica: Bay Area Thrashers, и было утверждено как концертный бутлег Metallica ранних дней, хотя все концертные звуки были добавлены из различных источников, включая видео Metallica Cliff 'Em All. Скоро Metallica обнаружила это и все копии записи были изъяты из продажи. Демо было переиздано во второй раз под заголовком Metallica: In the Beginning… Live, при этом ничем не отличаясь от Metallica: Bay Area Thrashers.

### Список композиций
| №                   | Название            | Длительность |
| ------------------- | ------------------- | ------------ |
| 1.                  | «Hit the Lights»    | 4:18         |
| 2.                  | «The Mechanix»      | 4:28         |
| 3.                  | «Motorbreath»       | 3:18         |
| 4.                  | «Seek & Destroy»    | 4:55         |
| 5.                  | «Metal Militia»     | 5:17         |
| 6.                  | «Jump in the Fire»  | 3:51         |
| 7.                  | «Phantom Lord»      | 3:33         |
| Общая длительность: | Общая длительность: | 29:41        |

### Персонал
- Джеймс Хэтфилд — вокал, ритм-гитара
- Ларс Ульрих — ударные
- Дэйв Мастейн — соло-гитара, бэк-вокал
- Рон Макговни — бас-гитара
- Клифф Бёртон был внесён в титры, но на демо он не играл. Все басовые партии были сыграны Роном МакГовни.

## Metal Up Your Ass (Live)
Демо Metal Up Your Ass было записано 29 ноября 1982 года на Олд Уэлдорф в Сан-Франциско. Разогревающей группой была Exodus, в которой участвовал будущий соло-гитарист Metallica Кирк Хэммет. Группа сыграла весь оригинальный материал, который имелся на тот момент (девять песен), включая все песни с предыдущего демо No Life 'til Leather и две новые песни, которые были позже изданы на демозаписи Megaforce. Также были сыграны два кавера на Diamond Head: «Am I Evil?» и «The Prince», однако «The Prince» не был записан, так как плёнка закончилась. Обложка Metal Up Your Ass в будущем была использована для дебютного альбома. Metallica хотела использовать также и название, но звукозаписывающая компания выступила против и группа изменила название на Kill 'Em All.

### Список композиций
| №                   | Название                             | Длительность |
| ------------------- | ------------------------------------ | ------------ |
| 1.                  | «Hit the Lights»                     | 4:15         |
| 2.                  | «The Mechanix»                       | 4:28         |
| 3.                  | «Phantom Lord»                       | 4:59         |
| 4.                  | «Jump in the Fire»                   | 4:40         |
| 5.                  | «Motorbreath»                        | 3:05         |
| 6.                  | «No Remorse»                         | 6:23         |
| 7.                  | «Seek & Destroy»                     | 6:51         |
| 8.                  | «Whiplash»                           | 4:08         |
| 9.                  | «Am I Evil?» (кавер на Diamond Head) | 7:50         |
| 10.                 | «Metal Militia»                      | 5:59         |
| Общая длительность: | Общая длительность:                  | 52:38        |

### Персонал
- Джеймс Хэтфилд — вокал, ритм-гитара
- Ларс Ульрих — ударные
- Дэйв Мастейн — соло-гитара, бэк-вокал
- Рон Макговни — бас-гитара

## Megaforce demo
Демо Megaforce было записано 16 марта 1983 года и это была последняя запись группы с Дэйвом Мастейном. Демо было предназначено для представления Бёртона потенциальным лейблам и заполучения контракта с Megaforce Records. Также эта запись была воспроизведена в эфире радио KUSF FM (Сан-Франциско). Демо содержало 2 новых песни, которые не выпускались ранее. Эта запись получила несколько имён: Megaforce demo (из-за контракта с Megaforce), The KUSF Demo (из-за эфира на KUSF FM) и просто Whiplash/No Remorse Demo.

### Список композиций
| №                   | Название            | Длительность |
| ------------------- | ------------------- | ------------ |
| 1.                  | «Whiplash»          | 4:12         |
| 2.                  | «No Remorse»        | 5:38         |
| Общая длительность: | Общая длительность: | 9:50         |

### Персонал
- Джеймс Хэтфилд — вокал, ритм-гитара
- Ларс Ульрих — ударные
- Дэйв Мастейн — соло-гитара, бэк-вокал
- Клифф Бёртон — бас-гитара, бэк-вокал

## Ride the Lightning demo
Демо Ride the Lightning было записано 24 октября 1983 года. Это первое демо группы с соло-гитаристом Кирком Хэмметом. Демо содержало оригинальный материал, не включённый в Kill 'Em All. Композиции «Ride the Lightning» и «When Hell Freezes Over» (позже по инициативе Бёртона переименованной в «The Call of Ktulu») были написаны при участии Дэйва Мастейна . «Fight Fire with Fire» и «Ride the Lightning» были изменены из-за вклада Клиффа Бёртона. Все 4 песни с демо позже появились на альбоме Ride the Lightning. 4 композиции для Ride the Lightning были записаны за счёт европейского лейбла звукозаписи Metallica, Music for Nations; в то же время группа записала версии «Seek & Destroy» и «Phantom Lord» для использования как поддельные «live» би-сайды для синглов «Whiplash» и «Jump in the Fire». В 2005 году семь других перезаписанных демо появились на бутлегах, из которых только «Trapped Under Ice» была подтверждена как официальное демо.

### Список композиций
| №                   | Название                 | Длительность |
| ------------------- | ------------------------ | ------------ |
| 1.                  | «Fight Fire with Fire»   | 4:45         |
| 2.                  | «Ride the Lightning»     | 6:24         |
| 3.                  | «Creeping Death»         | 6:50         |
| 4.                  | «When Hell Freezes Over» | 8:17         |
| Общая длительность: | Общая длительность:      | 26:26        |

### Персонал
- Джеймс Хэтфилд — вокал, ритм-гитара
- Ларс Ульрих — ударные
- Кирк Хэммет — соло-гитара
- Клифф Бёртон — бас-гитара

## Master of Puppets demos
Демо Master of Puppets было записано 14 июля 1985 года и было по существу больше прослушиванием, чем демо. Демо включало 5 песен, которые позже вышли на альбоме Master of Puppets).

### Список композиций
| №                   | Название                                       | Длительность |
| ------------------- | ---------------------------------------------- | ------------ |
| 1.                  | «Battery» (инструментальная версия)            | 5:23         |
| 2.                  | «Battery»                                      | 4:43         |
| 3.                  | «Disposable Heroes» (инструментальная версия)  | 9:13         |
| 4.                  | «Disposable Heroes»                            | 9:15         |
| 5.                  | «Master of Puppets» (инструментальная версия)  | 8:51         |
| 6.                  | «Welcome Home/Orion» (инструментальная версия) | 9:38         |
| 7.                  | «Welcome Home/Orion»                           | 8:55         |
| Общая длительность: | Общая длительность:                            | 55:59        |

### Персонал
- Джеймс Хэтфилд — вокал, ритм-гитара; гитарные соло в «Master of Puppets» и «Orion»
- Ларс Ульрих — ударные
- Кирк Хэммет — соло-гитара
- Клифф Бёртон — бас-гитара, бэк-вокал

## …And Justice for All demos
Демо …And Justice for All было записано в 1987 году и включало ранние, более короткие версии песен, которые позже появились на альбоме ...And Justice for All. Это первая запись группы с новым басистом Джейсоном Ньюстедом взамен погибшего Клиффа Бёртона. Интро к «Blackened» здесь не развёрнуто, как на альбоме. «The Frayed Ends of Sanity» была записана с невнятным бормотанием вместо текста (кроме припева «Frayed ends of sanity/Hear them calling me»), в то время как финальная версия была с нормальным текстом.

### Список композиций
| №                   | Название                                          | Длительность |
| ------------------- | ------------------------------------------------- | ------------ |
| 1.                  | «Blackened» (неразвёрнутое интро)                 | 0:36         |
| 2.                  | «Blackened»                                       | 5:57         |
| 3.                  | «...And Justice for All»                          | 8:14         |
| 4.                  | «Eye of the Beholder»                             | 6:18         |
| 5.                  | «One»                                             | 7:00         |
| 6.                  | «The Shortest Straw»                              | 6:28         |
| 7.                  | «Harvester of Sorrow»                             | 5:37         |
| 8.                  | «The Frayed Ends of Sanity»                       | 7:30         |
| 9.                  | «To Live Is to Die» (инструментальная композиция) | 9:57         |
| 10.                 | «Dyers Eve»                                       | 5:35         |
| Общая длительность: | Общая длительность:                               | 62:03        |

### Персонал
- Джеймс Хэтфилд — вокал, ритм-гитара, гитарные соло в «To Live is to Die»
- Ларс Ульрих — ударные
- Кирк Хэммет — соло-гитара
- Джейсон Ньюстед — бас-гитара, бэк-вокал

## Demo Magnetic
Все песни с девятого студийного альбома Metallica Death Magnetic были сначала выпущены как демо. Демо было записано в промежутке между ноябрём 2005 года и январём 2007 и выпущено на бонус-диске Demo Magnetic, который прилагался к расширенному изданию альбома Death Magnetic. Трек-лист демо повторяет трек-лист альбома, но названия песен изменены. Вся музыка написана членами группы, а тексты — Джеймсом Хэтфилдом. Это первая запись группы с Робертом Трухильо на бас-гитаре.

### Список композиций
| №   | Название              | Длительность |
| --- | --------------------- | ------------ |
| 1.  | «Hi Guy»              | 7:11         |
| 2.  | «Neinteen»            | 7:35         |
| 3.  | «Black Squirrel»      | 6:13         |
| 4.  | «Casper»              | 8:15         |
| 5.  | «Flamingo»            | 7:59         |
| 6.  | «German Soup»         | 6:32         |
| 7.  | «UN3»                 | 7:51         |
| 8.  | «Gymbag»              | 7:56         |
| 9.  | «K2LU» (Instrumental) | 9:31         |
| 10. | «Ten»                 | 5:19         |

### Персонал
- Джеймс Хэтфилд — вокал, ритм-гитара
- Ларс Ульрих — ударные, бэк-вокал (10)
- Кирк Хэммет — соло-гитара, бэк-вокал
- Роберт Трухильо — бас-гитара, бэк-вокал